# Synanthedon minplebia
Synanthedon minplebia is een vlinder uit de familie wespvlinders (Sesiidae), onderfamilie Sesiinae.
Synanthedon minplebia is voor het eerst wetenschappelijk beschreven door Wang & Yang in 2002. De soort komt voor in het Oriëntaals gebied.